# Templet i Draper
Templet i Draper (Draper Utah Temple), är ett tempel uppfört av Jesu Kristi Kyrka av Sista Dagars Heliga i Draper i Utah. Templet invigdes av kyrkans president Thomas S. Monson den 20 mars 2009 som kyrkans 129:e tempel och det tolfte templet i Utah.